# Totalán
Totalán település Spanyolországban, Málaga tartományban. Totalán Málaga, El Borge, Moclinejo és Rincón de la Victoria községekkel határos. Lakosainak száma 776 fő (2024).

## Népesség
A település népessége az elmúlt években az alábbi módon változott:
| Lakosok száma | 618  | 679  | 704  | 722  | 746  | 723  | 710  | 746  | 750  | 776  |
|               | 2001 | 2004 | 2007 | 2009 | 2012 | 2014 | 2017 | 2019 | 2022 | 2024 |